# آمادو اونانا
آمادو اونانا (انگلیسی: Amadou Onana؛ زادهٔ ۱۶ اوت ۲۰۰۱) بازیکن فوتبال اهل بلژیک است.
از باشگاه‌هایی که اونانا در آن بازی کرده‌است می‌توان به باشگاه فوتبال هامبورگ اشاره کرد.
وی همچنین در تیم‌های ملی فوتبال زیر ۲۱ سال بلژیک، و بلژیک بازی کرده‌است.